# ベイマックスのハッピーライド
- ディズニーパーク > 東京ディズニーリゾート > 東京ディズニーランド
  - トゥモローランド > ベイマックスのハッピーライド
  - 東京ディズニーランドのアトラクションの一覧 > ベイマックスのハッピーライド

ベイマックスのハッピーライド（The Happy Ride with Baymax）は、東京ディズニーランドのトゥモローランドにあるディズニー映画『ベイマックス』をテーマにしたライド型アトラクションである。
世界で初めて『ベイマックス』を題材としたアトラクションで、2020年9月28日に開業した。開発・運営はウォルト・ディズニー・イマジニアリング（WDI）および東京ディズニーリゾートを運営するオリエンタルランドが行い、スポンサーはダイハツ工業株式会社である。予測不能な動きでビークル（乗り物）が回転し、アップテンポの音楽に合わせてゲストの“ハピネスレベル”を上昇させる演出が特徴となっている。

## このアトラクションが存在するパーク
- 東京ディズニーランド（東京ディズニーリゾート）

## 概要
| ベイマックスのハッピーライド The Happy Ride with Baymax | ベイマックスのハッピーライド The Happy Ride with Baymax | ベイマックスのハッピーライド The Happy Ride with Baymax | ベイマックスのハッピーライド The Happy Ride with Baymax |
| ------------------------------------------------------- | ------------------------------------------------------- | ------------------------------------------------------- | ------------------------------------------------------- |
| オープン日                                              | オープン日                                              | 2020年9月28日                                           | 2020年9月28日                                           |
| スポンサー                                              | スポンサー                                              | ダイハツ工業株式会社                                    | ダイハツ工業株式会社                                    |
| 所要時間                                                | 所要時間                                                | 約1分30秒                                               | 約1分30秒                                               |
| 定員                                                    | 定員                                                    | 1台3人（ただし大人3名での乗車不可）                     | 1台3人（ただし大人3名での乗車不可）                     |
| 利用制限                                                |                                                         | 身長81cm以上、補助なしで座れること                      | 身長81cm以上、補助なしで座れること                      |
| ファストパス                                            | ファストパス                                            |                                                         | ディズニー・プレミアアクセス対象                        |
| シングルライダー                                        | シングルライダー                                        |                                                         | 対象外                                                  |

東京ディズニーランドの大規模開発プロジェクト（2016〜2020年）において導入された新アトラクションの一つで、トゥモローランドに位置する。映画『ベイマックス』の主人公ヒロ・ハマダが開発したケア・ロボット（ベイマックスにそっくりな外見）が操縦するビークルに乗り込み、予測不能な動きでぐるぐると引っ張られるスリリングなライドを楽しむことができる。定員は1台につき大人2〜3名（大人3名での乗車は不可）で、所要時間は約1分30秒間である。乗車中はディズニー映画『ベイマックス』にちなんで書き下ろされた6種類のオリジナルソングがいずれかランダムに流れ、曲ごとに場内の照明色や演出が変化する。アップテンポでノリの良い音楽と不規則なスピンによってゲストは思わず笑顔になり、アトラクションの名前通り“ハッピー”な体験ができる。映画に登場したベイマックス本人（ロボット）はアトラクションを直接操作していない設定だが、エントランスにはベイマックスの大型フィギュアが立ちゲストを出迎える。待機列にはヒロからのメッセージとヒロ・ベイマックス・愛猫モチの手形プレートが飾られているほか、「体をひねってみよう」「背伸びしてみよう！」といった簡単な運動を勧めるパネルが並び、ゲストの健康とハピネスを気遣う演出が随所に施されている。さらに天井には光るスキャナー状の装置があり、ゲストの「ハピネスレベル」を計測しているという設定になっている。ライドがスタートすると、キャスト（従業員）も音楽に合わせて腕を振るなど盛り上げてくれる中、ビークルがだんだん速度を上げ円旋回とカーブを繰り返す。遠心力で予測できない方向に振られるスリルとコミカルな揺れが笑いを誘い、子供から大人まで楽しめるアトラクションとなっている。

### 登場キャラクター
アトラクションの世界観には、ベイマックスとそのケアロボットたちのほか、ヒロ・ハマダやビッグ・ヒーロー6のメンバー（ゴー・ゴー・トマゴ、ワサビ・ノ・ジンジャー、ハニー・レモン、フレッド）も登場する。これらのキャラクターの台詞やグラフィックが待機エリアやライド中の演出に取り入れられており、特にライド中の音楽にはヒロとベイマックスの掛け合いの音声も含まれている（詳細は後述）。

## 製作

### 開発経緯とライドシステム
「ベイマックスのハッピーライド」は、東京ディズニーランド開園以来最大規模となった新エリア開発（美女と野獣エリアなどと同時）の一環として計画された。2018年12月に正式名称が発表され、当初のオープン予定日は東京ディズニーランド開園37周年にあたる2020年4月15日であった。しかし新型コロナウイルス感染症流行の影響でパークが一時休園し、開業は延期となった。その後2020年9月28日に新エリアの開業が実現し、本アトラクションも同日より一般公開された。オープン当初は新エリアへの入場集中を避けるため、東京ディズニーリゾート公式アプリによるエントリー受付（抽選入場）が導入され、一定期間スタンバイ（通常待ち列）方式は利用不可となる対応がとられた。現在では通常の待ち列で体験できるが、混雑状況によってはスタンバイパス（整理券）を発行して対応する場合もある。
隣接施設として、トゥモローランド初の常設ポップコーン専門店「ビッグポップ」も本アトラクションに合わせて新設されており、夜には当アトラクションと連動した宇宙空間風の幻想的な照明演出が行われる。

### 音楽と音声演出
本アトラクションの大きな特徴の一つが「音楽」である。映画の舞台サンフランソウキョウの雰囲気を取り入れつつ、乗車中に流れる曲はアトラクションのために書き下ろされた6曲のオリジナルソングとなっている。曲調はいずれも明るくテンポの速いナンバーで、1回のライドにつきその中から1曲が選ばれて流れる（曲はゲスト側では選択不可）。曲によって照明の色合いなど細かな演出も異なり、何度乗っても異なる雰囲気が楽しめるよう工夫されている。6曲のタイトルは以下の通りである。
- ビー・エイ・ワイ・エム・エイ・エックス
- ア・ニュー・アングル（新しい見方）
- ハッピー・ソング
- バララララララララ
- クー・ルー・リー
- ワン・スイート・ライド（クールなライド）

これらの楽曲は、いずれもヒロとベイマックスによるセリフ（音声）が組み込まれた特別バージョンでアトラクション内では使用されている。ライドの開始前後や曲の合間に、ヒロとベイマックスが掛け合いでゲストに語りかけたり、乗車中のゲストを気遣ったりする音声演出があり、物語の登場人物たちと一緒にライドを楽しんでいるかのような臨場感を高めている。各楽曲は、アトラクションで実際に流れる「セリフ入りバージョン」のほか、音声を抜いた「セリフなしバージョン」、さらに楽器演奏のみの「インストゥルメンタル・バージョン」が存在し、計18トラックを収録したサウンドトラックアルバムが2020年11月27日にCD発売・音楽配信された。アルバム発売に先立つ同年10月には一部メディアで「一度聴いたら忘れられない音楽」と評されるなど、楽曲面でも注目を集めた。

## スペシャルバージョン（期間限定イベント）
2025年7月2日から9月15日までの期間、東京ディズニーランドの夏季スペシャルイベント「サマー・クールオフ at Tokyo Disney Resort」の一環として、本アトラクションは期間限定スペシャルバージョンで運営されている。通常時の6曲のオリジナルソングに加え、Mrs. GREEN APPLEが本イベントのために書き下ろした新曲「Carrying Happiness (Tokyo Disney Resort Version)」が追加導入された。計7曲となったライドBGMは、各回ごとにランダムに1曲が再生される方式で、ゲストが曲を指定することはできない。新曲「Carrying Happiness」は夏らしい爽快なアップテンポチューンで、Mrs. GREEN APPLEのボーカル大森元貴によれば「多くの人に愛されているアトラクションなので、大切にコラボレーションしたい」という思いを込めて制作されたという。東京ディズニーリゾートのアトラクションで日本人アーティストの楽曲が使用されるのは史上初の試みであり、スペシャルバージョン開始前から大きな話題となった。
新曲にもヒロとベイマックスの音声が組み込まれており、曲に合わせた照明効果も新規に用意されている。スペシャルバージョン期間中は、この新曲がイベントテーマソングにも位置付けられており、同期間開催のウォータープログラム「ベイマックスのミッション・クールダウン」（パレード）でも使用されている。Mrs. GREEN APPLEの楽曲提供は音楽面でイベントを大いに盛り上げており、実際に初日にはメンバーがサプライズでパークに登場してミッキーマウスたちとグリーティングする演出も行われた。

## 評価
映画『ベイマックス』のキャラクター性とディズニーならではの音楽・演出が融合し、「笑顔になれるアトラクション」「ハピネスがアップする体験」としてメディアからもポジティブに取り上げられている。